# Titus Statilius Taurus (consul en 11)
Pour les articles homonymes, voir Titus Statilius Taurus et Titus Statilius Taurus (consul en 44).
Titus Statilius Taurus est un sénateur et un homme politique de l'empire romain, il est consul en 11.

## Famille
Il est le fils de Titus Statilius Taurus, triumvir monétaire en -8, et de son épouse Cornelia Sisenna, il est ainsi le petit-fils de Titus Statilius Taurus. Il est né vers l'an -20, son frère (ou son neveu selon une autre hypothèse) est Sisenna Statilius Taurus, consul en 16.
Son épouse est Valeria, la fille de Marcus Valerius Messalla Corvinus, il a au moins 2 fils et une fille ; Titus Statilius Taurus, Titus Statilius Taurus Corvinus, Statilia Messalina qui épouse Lucius Valerius Catullus donc elle a un fils Lucius Valerius Catullus Messallinus.

## Biographie
Il est consul ordinaire en 11 avec pour collège Manius Aemilius Lepidus.